# Лам, Герман Йоханнес
Герман Йоханнес Лам (нидерл. Herman Johannes Lam, 1892—1977) — нидерландский ботаник-систематик, специалист по флоре Ост-Индии.

## Биография
Родился 3 января 1892 года в городе Вендам на севере Нидерландов. Учился в Утрехтском университете, в 1919 году получил степень доктора философии, защитив диссертацию по семейству Вербеновые. В том же году отправился в Голландскую Ост-Индию. До 1932 года работал ассистентом в гербарии Бейтензорга. В 1932—1933 Лам возглавлял Иностранную лабораторию Бейтензорга, также был экстраординарным профессором в Медицинском училище Батавии.
По возвращении в Нидерланды в 1933 году Герман Лам стал директором Королевского гербария (Национального гербария Нидерландов) Лейденского университета, а также экстраординарным профессором в Лейдене. С 1954 года он был полным профессором.
В 1954 году Лам ездил на Новую Гвинею, посетил Австралию. В Перте получил почётную степень доктора. Летом 1962 года в составе Известняковой экспедиции ЮНЕСКО посетил Келантан.
В 1962 году Герман Йоханнес Лам ушёл на пенсию. Скончался 15 февраля 1977 года. Основные части гербария хранятся в Богоре (BO) и Лейдене (L).

## Некоторые публикации
- Lam, H.J. The Verbenaceae of the Malayan Archipelago. — Groningen, 1919. — 370 p.
- Lam, H.J. Miangas. — Batavia, 1932. — 66 p.

## Роды, названные в честь Г. Лама
- Lamechites Markgr., 1927 [= Micrechites Miq., 1857]
- Lamiodendron Steenis, 1957
- Lamiofrutex Lauterb., 1924 [= Vavaea Benth., 1843]